# Maryna Verhelyouk
Maryna Mykolaïvna Verhelyouk (en ukrainien : Марина Миколаївна Вергелюк), née le 24 juin 1978 à Kherson, est une handballeuse internationale ukrainienne.

## Palmarès

### Compétition nationale
Compétitions internationales
- Ligue des champions (C1) :
  - Finaliste (2) : 2004 et 2006
- Coupe des vainqueurs de coupe (C2) :
  - Finaliste (1) : 2003
- Supercoupe d'Europe
  - vainqueur (2) : 2003, 2004.
  - finaliste (1) : en 2006

Compétitions nationales
- Championnat d'Ukraine
  - Vainqueur (3) : 1992, 1996, 2000
  - Vice-champion (5) 1998, 1999, 2001, 2002, 2003
- vainqueur du Championnat de Slovénie (9) : 2004 à 2013
- vainqueur de la Coupe de Slovénie (9) : 2004 à 2013

### Sélection nationale
- Médaille d'or au Championnat d'Europe jeunes 1994
- Médaille d'argent au Championnat d'Europe junior 1996
- Médaille d'argent au Championnat d'Europe 2000
- 10e place au Championnat du monde 2003
- Médaille de bronze aux Jeux olympiques 2004
- 10e place au Championnat du monde 2005
- 10e place au Championnat d'Europe 2008

### Distinctions individuelles
- élue meilleure arrière droite des Jeux olympiques 2004
- nommée à l'élection de la meilleure handballeuse de l'année en 2004